# 2022年のテレビ番組一覧 (日本)
- 2022年のテレビ (日本) > 2022年のテレビ番組一覧 (日本)

2022年のテレビ番組一覧（2022ねんのテレビばんぐみいちらん）では、2022年に日本国内で放送開始、もしくは終了した、または今後開始する予定のテレビ番組をまとめる。

## 報道・情報番組

### 終了番組（報道・情報番組）

#### 2 - 3月終了（報道・情報番組）
2月
- 2日 - ガッテン!（NHK総合）[1][2][3]

3月
- 11日 - ナビゲーション（NHK名古屋放送局 / NHK総合〈東海4県[注 1]〉）
- 12日 - ヤッホー!（さんいん中央テレビ）[4]
- 15日（G・BS1）・23日（BSP） - BSコンシェルジュ（NHK総合・BS1・BSプレミアム）[1]
- 15日 - ソノタネ〜教えてもらえませんか?〜（さんいん中央テレビ）
- 19日 - お宝ちゃん（テレビ愛知）[5]
- 20日 - ニュース地球まるわかり（NHK総合）[1]
- 25日
  - ラウンドちゅうごく（NHK広島放送局 / NHK総合〈中国5県〉）
  - 生放送 ぎふナビ!（ぎふチャン）
  - Eye+スーパー（高知放送）[6]
  - 宇賀なつみのそこ教えて!（BS朝日・BS朝日 4K）
- 26日
  - 先どりきょうの健康（NHK総合）[1]
  - 土曜のよんチャンTV（毎日放送）[7][8]
  - 8っぴーサタデー（岩手めんこいテレビ）
  - 8っぴーサタデーPLUS（岩手めんこいテレビ）
- 28日 - ポケモンの家あつまる?（テレビ東京）
- 30日 - キャスト（朝日放送テレビ）[9][10]
- 31日 - ニュース シブ5時（NHK総合）[1]

#### 4 - 5月終了（報道・情報番組）
4月
- 1日
  - ビジネスクリック（3月31日深夜、TBS）[11]
  - バイキングMORE（フジテレビ）[12]
  - ORANGE（静岡放送）
  - ももち浜S 特報ライブ（テレビ西日本）
  - NHKニュース イブニング宮崎（NHK宮崎放送局 / NHK総合（宮崎県））
- 4日 - 一夜づけ（4日深夜、テレビ東京）

5月
- 8日 - 厳選!いいものお取り寄せ!（7日深夜、テレビ朝日）

#### 7月終了（報道・情報番組）
- 19日 - アプリ学院!（BS11）[13][14]
- 23日 - 週末ライブ キモイリ!（KBS京都）[15][16]

#### 9月終了
- 30日 - テレ東SHOP（テレビ東京）

#### 10月終了（報道・情報番組）
- 2日（1日深夜） - Hulu傑作シアター（日本テレビ）

#### 12月終了（報道・情報番組）
- 23日 - ポップUP!（フジテレビ）[17][18][19]

### 開始番組（報道・情報番組）

#### 1 - 3月開始（報道・情報番組）
1月
- 9日 - 石田好伸です。社長!元気いただきます!!（RSK山陽放送）[20]

3月
- 21日 
  - ワシんとこ・ポスト（BSよしもと）[21]
  - Cheeky's Jockey（BSよしもと）
- 22日
  - Cheeky's Store（BSよしもと）
  - Cheeky's a Go Go!〜行く・見る・味わう・楽しいニッポン〜（BSよしもと）※レギュラー初回
  - ジュニア、伺う（BSよしもと）[22]

- 24日
  - レギュラーの全国あるある探検隊（BSよしもと）[22]
  - ニッポンの社長と日本の社長（BSよしもと）[22]
- 28日 - 西川貴教のバーチャル知事（BSJapanext）[注 2][23]

#### 4月開始（報道・情報番組）
- 1日 - 浜松発!!くぼちゃんねる（静岡第一テレビ）※月1回（第1金曜）[24]
- 2日
  - サタデーウオッチ9（NHK総合）[25][26][27][28][29]※2022年2月26日にパイロット版を放送。
  - ドデスカ!&アップ!メ〜ロメロ!増刊号（メ〜テレ）
  - サタデーファンキーズα（岩手めんこいテレビ）[30]
  - サタデーファンキーズ（岩手めんこいテレビ）
  - エンタメ情報ステーション 土曜のトオルとカヲル（BS松竹東急）[31]
- 3日
  - ポケモンとどこいく!?（テレビ東京）
  - あしたワクワク 未来予報（毎日放送）
  - 日経スペシャル もしものマネー道 もしマネ（テレビ大阪）※レギュラー化[32]
  - 林修のナゴヤかるた（中京テレビ）
  - サンデーチャージ!&スポーツ（東日本放送）[33]
- 4日
  - ニュースLIVE! ゆう5時（NHK総合）[25][26][27][28][34]
  - 秒でNEWS180（テレビ東京）
  - ディノスTHEストア【早朝】（フジテレビ）
  - newsおかえり（朝日放送テレビ）[9]
  - 素敵な大人時間（北海道テレビ）[35]
  - ウオッチング札幌 NEXT100（テレビ北海道）
  - LIVEしずおか（静岡放送）[36]
  - 報道ワイド 記者のチカラ（テレビ西日本）[37]
  - てげビビ!（NHK宮崎放送局 / NHK総合（宮崎県））

- 7日 - あしたが変わるトリセツショー（NHK総合）[25][26][27][39][40][41]
- 8日
  - キン・ドニーチ（テレビ愛知）[42][43]
  - DEEPER LOOK from New York（NHK BS1）[27][28]
  - ビビるとさくらとトモに深掘り!知るトビラ（BS朝日・BS朝日 4K）[44][45]

- 9日
  - ハタチェ! 〜トレンドおためし部〜（8日深夜、朝日放送テレビ）
  - SOUP（さんいん中央テレビ）[51][52]
  - ケンコツ!〜知っておきたい元気のヒケツ〜（BS朝日・BS朝日 4K）[53]
  - 週刊プライムオンラインS（BSフジ・BSフジ 4K）[54]
  - ガッツ100%テレビ 〜笑いと愛が企業を救う〜（BSよしもと）[55]

- 10日
  - 47ランキンLIVE!（BSよしもと）[58]

- 13日 - ミライアングル（RKB毎日放送）[60]
- 15日
  - ホクロック!（NHK金沢放送局 / NHK総合（北陸3県））※不定期レギュラー[61]
  - たっぷり静岡+（NHK静岡放送局 / NHK総合（静岡県））[62]
- 16日 - KOBE LIFE（サンテレビ）※隔週[63]
- 17日 - 朝からほほおち（テレビ東京）
- 23日（YBC）・24日（テレ玉）・30日（BS） - ワクワク!やまが旅（テレビ埼玉・山形放送・BSよしもと）[64][65]
- 29日
  - ほっと関西 ホリデー（NHK大阪放送局 / NHK総合（近畿2府4県））※祝日限定放送
  - ニュースこまち645（NHK秋田放送局 / NHK総合（秋田県））※祝日限定放送
  - お好みホリデー（NHK広島放送局 / NHK総合（広島県））※祝日限定放送

#### 5 - 8月開始（報道・情報番組）
5月
- 4日 - Smile Diary（テレビ金沢）[66]
- 11日 - まじもん!（RKB毎日放送）[67]
- 22日 - ワカコさんとマサルくんのお宅は買わないの???（21日深夜、テレビ朝日）

7月
- 2日 - しずおか びっくりTV（静岡放送）[68]
- 9日 - 太陽生命 Presents 草野仁の名医が寄りそう!カラダ若返りTV（BS朝日・BS朝日 4K）[69]
- 29日 - カナガワニ海（テレビ神奈川）[70]

8月
- 6日 - SUNNY TIME（KBS京都）[16]

#### 10月開始（報道・情報番組）
- 3日 - プチブランチ（TBS）[71]
- 4日（3日深夜） - よるパ!（テレビ東京）
- 8日（7日深夜） - 逸品Bar ナナ福神（テレビ東京）
- 9日（8日深夜） - &Hulu（日本テレビ）
- 10日
  - 田村淳のTaMaRiBa（テレビ東京）
  - Eマンデー（BSテレ東・BSテレ東 4K）[72]
- 19日 - 日経スペシャル 60秒で学べるNews（テレビ東京）※レギュラー化[73][74]

### 期間限定番組（報道・情報番組）
- 1月9日 - 3月27日、宇賀なつみの大阪府議会12のなるほど!（関西テレビ）[75]

- 3月1日 - 2023年3月31日
  - キャッチ!世界のトップニュース（NHK総合）[注 4]
  - 国際報道2022（NHK総合）[注 5]
- 3月5日 - 2023年3月25日、週刊ワールドニュース（NHK総合）[注 6]
- 3月14日 - 4月1日、桜前線2022 全国キャスターリレー!〜知っておきたい桜スポット〜（BS11）[77]
- 4月4日 - 12月23日、ポップUP!（フジテレビ）[78][79][80]
- 4月5日 - 10月1日、夜もほほおち（4月4日 - 9月30日深夜、テレビ東京）[81]
- 4月9日 - 9月24日、今から行きたい至極グルメ ほほおちゴハン!（テレビ東京）[82]
- 5月17日（16日深夜） - 終了予定未定、シン・ウルトラマン公開記念〜禍特対 汐留出張所購買部〜（BS日テレ・BS日テレ 4K）[83]

### 再開番組（報道・情報番組）
- 7月23日 - 9月10日（6回+総集編、全7回）、みんなの防災 スイッチON! 〜過去から学び、未来に備える〜（BS日テレ・BS日テレ 4K）[84][注 7]
- 9月3日 - 、ときめきを、文化に〜笑顔になるまち〜（BS11）[85]

### タイトル変更（報道・情報番組）
- 3月21日 - ひるおび! → ひるおび（TBS）
- 4月2日
  - ズームイン!!サタデー → ズムサタ ZOOM IN SATURDAY（日本テレビ）※表記変更（略称+英文表記）[注 8]
  - 中居正広のニュースな会 → 中居正広のキャスターな会（テレビ朝日）[86][87]
  - 新・情報7daysニュースキャスター → 情報7daysニュースキャスター（TBS）※旧題復帰[88]
  - 日曜はカラフル!!! → 土曜はカラフル!!!（TOKYO MX1）※曜日移動[89]
- 4月4日
  - クローズアップ現代＋ → クローズアップ現代（NHK総合・BS1）※旧題復帰・放送枠移動並びにBS新設[25][26][27][28]
  - Side by Side → Sharing the Future（NHK BS1）[27][28]
  - BSニュース → BSニュース World＋Biz（NHK BS1）[25][27]
  - ニュースほっと関西 → ほっと関西（NHK大阪放送局 / NHK総合（近畿2府4県））[90]
  - ニュースOne → NEWS ONE（東海テレビ）[91]
  - Earthshot〜世界を変える起業家たち〜 → Earthshot〜世界を変えるテクノロジー〜（BSテレ東・BSテレ東 4K）[92]
- 4月5日（4日深夜） -  お願い!ランキング → お願い!ランキング presents そだてれび（テレビ朝日）[93][94]
- 6月12日 - 時論公論 クエスチョンタイム → ニュースなるほどゼミ（NHK総合）※不定期

### 放送枠変更（報道・情報番組）
3月
- 27日（26日深夜） - Hulu傑作シアター（日本テレビ）※土曜（金曜深夜）1:25 - 2:25[要出典]
- 28日
  - 今日ドキッ!（北海道放送）※月〜金曜16:50 - 19:00（1時間短縮）[95]
  - news TOKYO FLAG（TOKYO MX1）※月〜金曜20:00 - 20:30（2時間繰り下げ）
  - バラいろダンディ（TOKYO MX1）※月〜金曜20:30 - 21:25（30分繰り上げ）[96]
  - こうちeye（高知放送）※月〜金曜15:50 - 16:50・18:15 - 19:00（2部制）[6]

4月
- 1日 - news23・金曜（TBS）※金曜 23:30 - 土曜0:20（5分拡大）
- 2日
  - 東京トキメキ百貨店（1日深夜、テレビ朝日）※土曜 1:20 - 1:50（不定期）
  - サタデープラス（毎日放送）※土曜 7:58 - 9:25（28分繰り下げ縮小）[97]
- 3日
  - ミッドナイトサタデー（2日深夜、テレビ朝日）※土曜 3:40 - 4:30[要出典]
  - CSテレ朝ナビ!!・地上波（2日深夜、テレビ朝日）※土曜 4:30 - 4:35 テレ朝チャンネルの番組であり、複数枠のためC/Oさせて頂きます。
  - 週刊まるわかりニュース（NHK総合・BS4K）※日曜8:25（曜日移動）[25][27]
- 4日
  - 熱闘!Mリーグ（テレビ朝日）※月曜（日曜深夜）0:59 - 1:30（4分繰り下げ、1分拡大）
  - ミッドナイトマルシェ（テレビ朝日）※月曜（日曜深夜）3:30 - 4:00（5分繰り下げ）
  - ひるまえ ほっと・月曜日（NHK首都圏放送センター / NHK総合（関東甲信越））※月〜金曜11:30 - 11:54（月曜日前半パート廃止[注 9]、全曜日統一）[27]
  - FNN Live News days・平日版（フジテレビ）※月〜金曜11:30 - 11:45（10分短縮）
  - 視点・論点（NHK Eテレ）※月〜水曜12:50 - 13:00[27][98][注 10]
  - NHK総合の平日夕方ニュース（18時台）
    - 首都圏ネットワーク（NHK首都圏放送センター / 関東1都5県）※18:00 - 19:00[注 11][27]
    - ほっとニュース北海道（NHK札幌放送局 / 北海道ブロック）※18:10 - 18:40・18:55 - 19:00 ※2部制・縮小[38]

  - TSSニュースナイト（テレビ新広島）※月〜木曜21:54 - 22:00（1時間繰り下げ、月曜を追加）
  - NHKニュース・気象情報（NHK総合、平日23時台）※月～金曜23:30 - 23:35（15分繰り下げ）[27]
  - 時論公論（NHK総合）※月〜金曜23:35 - 23:45（15分繰り下げ）[27]
- 5・7・13・17・21・23日 - 日本テレビ系列局各局のローカルニュース・ミニ番組 ※いずれも火・水・木19:54 - 20:00。複数枠の番組もあるためC/Oさせていただきます。
  - 日テレ+（日本テレビ）※火・水・木・土・日19:54 - 20:00・21:54 - 22:00・22:54 - 23:00・21:54 - 22:00[注 12]
  - 東奥日報ニュース・天気予報（青森放送）
  - 番組インフォ・天気予報（テレビ岩手）
  - さきがけABSニュース（秋田放送）
  - YBCニューススポット（山形放送）
  - NNNミヤギテレビニュース（ミヤギテレビ）
  - 中テレニュース・天気予報（福島中央テレビ）
  - YBSニュース（山梨放送）
  - TSBニュース・天気（テレビ信州）
  - 中京テレビのそこ!そこ!（中京テレビ）
  - KNBニュース・天気予報（北日本放送）
  - ちょこP（テレビ金沢）※複数枠で放送。
  - 天気予報（福井放送）
  - シノビーといっしょ（読売テレビ）
  - 天気予報（日本海テレビ）
  - re60rn広テレ!（広島テレビ）
  - KRYニュース（山口放送）
  - RNCニューススポット（西日本放送）
  - 天気予報（四国放送）
  - RKCニュース（高知放送）
  - NIBニューススポット（長崎国際テレビ）
  - 天気予報（くまもと県民テレビ）
  - KYTニュース（鹿児島読売テレビ）
- 5日 - 大好きまつやま〜しあわせな未来をとどけ隊〜（南海放送）※火曜19:54（新年度、1時間繰り上げ）[99]
- 6日 - よるのブランチ（TBS）※水曜23:56 - 0:58（18分拡大）
- 7日・13日 - Cafe de なんかい（南海放送）※水・木曜19:54（1時間繰り上げ）
- 8日（7日深夜） - ヒルペコ（瀬戸内海放送）※木曜→金曜（水曜→木曜深夜）[100]
- 9日 - ものスタ サタデー（テレビ東京）※土曜4:30 - 6:00[要出典]
- 11日（10日深夜） - プレミアの巣窟（フジテレビ）※月曜（日曜深夜）1:55 - 2:20（曜日移動）
- 21日（20日深夜） - Sound Weather（フジテレビ）※木曜（水曜深夜）4:20 - 4:25
- 24日（23日深夜） - テラサってる?（テレビ朝日）※日曜（土曜深夜）3:00 - 3:30[要出典]

10月
- 1日 - サタデープラス（毎日放送）※土曜7:59 - 9:25（1分縮小）
- 2日（1日深夜） - テレ東オススメ（テレビ東京）26:40 - 26:45（30分繰り上げ）
- 3日
  - 熱闘!Mリーグ（テレビ朝日）※月曜（日曜深夜）0:55 - 1:25（4分繰り上げ1分縮小）
  - テラサってる?（テレビ朝日）※月曜（日曜深夜）2:55 - 3:25（5分繰り上げ）
  - ミッドナイトマルシェ（テレビ朝日）※月曜（日曜深夜）3:25 - 3:55（5分繰り上げ）
  - 昼サテ（テレビ東京）※月〜金曜11:13 - 11:30（5分縮小）
  - 昼めし旅 〜あなたのご飯見せてください!〜（テレビ東京）※月〜金曜12:00 - 13:40（20分縮小）
  - ゆうがたサテライト（テレビ東京）※月〜金曜16:54 - 17:05（5分拡大）
  - 買物の時間mini（テレビ東京）※月〜金曜17:05 - 17:15（5分繰り下げ）
  - 虎ノ門市場（テレビ東京）※月〜金曜17:15 - 17:30（5分縮小）
- 7日 - ビビるとさくらとトモに深掘り!知るトビラ（BSテレ東・BSテレ東 4K）※金曜18:30 - 19:00（放送局移籍・30分繰り下げ）[44][101]
- 8日（7日深夜） - イベントGO!プラス（TBS）※土曜（金曜深夜）2:55 - 3:10（10分繰り上げ）
- 11日（10日深夜） - あにレコTV（テレビ東京）※火曜（月曜深夜）3:05 -3:10（15分繰り上げ）
- 16日 - ものスタ サンデー!（テレビ東京）4:35 - 5:20（25分拡大）
- 不定
  - 日テレNEWS24（日本テレビ）※火曜（月曜深夜） 1:59 - 3:44（15分拡大） 水曜（火曜深夜） 2:29 - 3:44（30分縮小）
  - CSちゃん!（フジテレビ）※土曜（金曜深夜） 2:55 - 3:25（30分繰り下げ）
  - ディノスTHEストア（フジテレビ）※土曜（金曜深夜） 4:25 - 4:50（30分縮小）

## 教養・ドキュメンタリー番組

### 終了番組（教養・ドキュメンタリー番組）

#### 3月終了（教養・ドキュメンタリー番組）
- 5日 - 土曜旅館（テレビ北海道）[102]
- 10日 - オフガレージ〜最高!オーマイライフ〜（11日深夜、BSフジ・BSフジ 4K）
- 11日 - ブレイクッ!（NHK Eテレ）[27]
- 13日 - Huluはじめました（日本テレビ）
- 14日
  - 逆転人生（NHK総合）[1][27]
  - おはなしのくにクラシック（NHK Eテレ）[1][27]
- 15日 - アクティブ10 プロのプロセス（NHK Eテレ）[1][27]
- 16日 - アクティブ10 ミライのしごとーく（NHK Eテレ）[1][27]
- 17日 
  - 日本人のおなまえ（NHK総合）[1][27]
  - メディアタイムズ（NHK Eテレ）[1][27]
- 18日 - カラフル!〜世界の子供たち（NHK Eテレ）[1][27]
- 20日 - 長野のスゴイ家（長野放送）
- 21日 - Mixalive presents 田村淳が豊島区池袋（20日深夜、テレビ東京）
- 23日
  - たけしのその時カメラは回っていた（NHK総合）※月1回レギュラー終了[27][注 13]
  - 美女と焼肉（BS朝日・BS朝日 4K）
- 24日 - バカリズムの大人のたしなみズム（BS日テレ・BS日テレ 4K）
- 25日 - あそビーバー（NHK Eテレ）[1][27]
- 26日
  - 連続ドキュメンタリー RIDE ON TIME Season4（25日深夜、フジテレビ）[103]
  - Eダンスアカデミー（NHK Eテレ）[1][27][104]
  - バビブべボディ（NHK Eテレ）[1][27]
  - ワーズハウスへようこそ（日本テレビ）[105][106]
  - おかずのクッキング（テレビ朝日）[107][108]
  - 挑戦者の原点〜My Episode 0〜（テレビ朝日）
  - 日本全国ごちそう散歩（テレビ朝日）
  - ライオンのグータッチ（フジテレビ）[109]
  - ワタシ∞ウォーキング（フジテレビ）
  - あの子は漫画を読まない。（BS日テレ・BS日テレ 4K）
  - 関口宏のもう一度!近現代史（BS-TBS・BS-TBS 4K）
- 27日 
  - 目撃!にっぽん（NHK総合）[1][27]
  - BACKSTAGE（CBCテレビ）
- 28日
  - ミラクルビト〜未来を創る人〜（フジテレビ）
  - かながわあの日この時（テレビ神奈川）[110]
  - マモリビト（BS朝日・BS朝日 4K）
- 29日
  - アラビーヤ・シャベリーヤ!（28日深夜、NHK Eテレ）[1][27]
  - 楽ラクワンポイント介護（NHK Eテレ）[1][27]
  - しぜんとあそぼ（NHK Eテレ）[27][111]
  - 乃木坂46のザ・ドリームバイト!〜働き方改革!夢への挑戦!〜（フジテレビ）
  - みらい遺産 〜Human×Lands〜（BS朝日・BS朝日 4K）[112]
- 30日
  - ロシアゴスキー（29日深夜、NHK Eテレ）[1][27]
  - 心に刻む風景（日本テレビ）
  - ELTソング〜えいごでうたおう!〜（TOKYO MX1）
  - ふらっとあの街 旅ラン10キロ（NHK BSプレミアム）※レギュラー終了[1][27]、単発特番へ
  - 推しの美カフェ（BS朝日・BS朝日 4K）[113]
- 31日
  - BENTO EXPO（30日深夜、NHK総合）[1][27][注 14]
  - シャキーン!（NHK Eテレ）[1][27][114][111]
  - コレナンデ商会（NHK Eテレ）[1][27][111][115]
  - 知りたガールと学ボーイ（NHK Eテレ）[1][27]
  - 昭和のクルマといつまでも（BS朝日・BS朝日 4K）[116]

#### 4月終了（教養・ドキュメンタリー番組）
- 1日
  - アクティブ10 公民（3月31日深夜、NHK Eテレ）[1][27]
  - ワンポイント手話（3月31日深夜、NHK Eテレ）[1][27]
  - 未来スイッチ（NHK総合）[1][27]
  - 上沼恵美子のおしゃべりクッキング（朝日放送テレビ）[117][118][119]
  - きんだーてれび（テレビ東京）
- 2日 - ウワサの保護者会（NHK Eテレ）[1][27]

#### 8 - 9月終了（教養・ドキュメンタリー番組）
8月
- 11日 - 香川照之の昆虫すごいぜ!（NHK Eテレ）[120]

9月
- 17日 - ごはんジャパン（テレビ朝日）[121]
- 18日 - タタムなんてもったいない!（BSテレ東・BSテレ東 4K）
- 26日 - プレスク（25日深夜、BSフジ・BSフジ 4K）[122]
- 28日 - 百年名家（BS朝日・BS朝日 4K）
- 29日 - Let's!美バディ（TBS）

### 開始番組（教養・ドキュメンタリー番組）

#### 1 - 3月開始（教養・ドキュメンタリー番組）
1月
- 6日 - レイチェル・クーのチョコレート（NHK Eテレ）[123]

3月
- 21日 - 〜ブラマヨ小杉のゆるゆるランニング旅〜走れ!こすっちょ!（BSよしもと）[22]
- 22日 - 笑い飯哲夫のおもしろ社寺めぐり（奈良テレビ・BSよしもと）[22][注 15]
- 23日 - 又吉・せきしろのなにもしない散歩（BSよしもと・東北ケーブルテレビネットワーク）[22]
- 28日
  - にっぽん縦断 こころ旅クラシック（NHK BSプレミアム・BS4K）※派生レギュラー化[注 16][25][27]
  - 健康になりたい、松本明子。（BSJapanext）[124]
  - キャシー中島のHappyレシピ作ってみて!（BSJapanext）[125]
  - 徳永ゆうきの一期一会はなうた旅（BSJapanext）[126]
- 29日
  - 林家三平のおきらく旅（BSJapanext）[127]
  - 高橋みなみのそこそこさんぽ（BSJapanext）[注 2][128]
- 30日
  - 宮川一朗太のおっ!さんぽ（BSJapanext）[129]
  - 福澤朗の本であそぶ。（BSJapanext）[注 2][130]
- 31日 - よかたび（BSJapanext）[131]

#### 4月開始（教養・ドキュメンタリー番組）
- 1日 - 国分太一のTHE CRAFTSMEN（BSJapanext）[注 2][132][133]
- 2日
  - シャカレキ!〜社会歴史研究部〜（日本テレビ）[134][135]
  - 愛ことば〜アスリートの言魂〜（テレビ朝日）
  - サスティな!〜こんなとこにもSDGs〜（フジテレビ）[109][136]
  - フィッシングDAYS（テレビ大阪）[137]
  - ERAB（）〜時代を記録し続ける青森放送〜（青森放送）
  - ぐるり東京江戸散歩（TOKYO MX1）[138]
  - 自然とキャンプ （サンテレビ）[139]
  - 関口宏の一番新しい古代史（BS-TBS・BS-TBS 4K）[140]
  - おとなの嗜呑（BSJapanext）[141]
  - あこがれの世界クルーズ紀行（BSJapanext）[142]
- 2日 - 全力イノべーダーズ〜SDGsに挑むZ世代〜子どもに読書を（テレビ東京）
- 3日 - 三宅裕司のふるさと探訪〜こだわり田舎自慢〜アンコール日曜版（BS日テレ・BS日テレ 4K）[143]
- 4日
  - 映像の世紀 バタフライエフェクト（NHK総合）※レギュラー化[25][27][28]
  - DAIGOも台所〜きょうの献立何にする?〜（朝日放送テレビ）[144][145]
  - 私の幸福時間（テレビ朝日）[146]
- 4日（tvk）・7日（6日深夜、TVA） - 発酵男子（テレビ神奈川・テレビ愛知）[147]
- 5日
  - でこぼこポン!（NHK Eテレ）[25][27][28][148]
  - バリューの真実（NHK Eテレ）※レギュラー化[25][27][28][149]
  - Where We Call Home（NHK BS1）[25][27]
- 6日
  - Horse Eye きっとウマくいく（日本テレビ）
  - そこに山があるから（BS朝日・BS朝日 4K）[150]
  - レジェンドキュメント〜今、このドキュメンタリーを見よ!〜（BS朝日・BS朝日 4K）[151]
- 7日
  - @media〜アッ!とメディア〜（NHK Eテレ）[25][27][28][152]
  - ロッチと子羊（NHK Eテレ）[153][27]
  - ブリティッシュ・ベイクオフ（NHK Eテレ）[25][27][28]
  - いいいじゅー!!（NHK BSプレミアム・BS4K）※レギュラー化[25][27][28][注 17]
- 7日（G）・10日（BSP） - ふるカフェ系 ハルさんの休日セレクション（NHK総合・BSプレミアム）[154][注 18]
- 8日
  - 漫画家イエナガの複雑社会を超定義（NHK総合）※レギュラー化[25][27][28][155]
  - ギョギョッとサカナ★スター（NHK Eテレ）※レギュラー化[25][27][28]
  - 言葉にできない、そんな夜。（NHK Eテレ）※レギュラー化[25][27][156]
  - The Signs（NHK BS1）[27]
- 9日
  - 飯尾和樹のずん喫茶（8日深夜、BSテレ東・BSテレ東 4K）※正式レギュラー化[157][158]
  - Dear にっぽん（NHK総合）[25][27][28]
  - 速水もこみちの食材探求ロードムービー 頂!キッチン（朝日放送テレビ）[159]
  - Iwateen（NHK盛岡放送局 / NHK総合（岩手県））[59]
  - 自分流 〜"知"の探求者たち〜（BS朝日・BS朝日 4K）[160]
- 16日
  - 東京パソコンクラブ 〜プログラミング女子のゼロからゲーム作り〜（15日深夜、BSテレ東・BSテレ東 4K）[161]
  - 探検ファクトリー（NHK大阪放送局 / NHK総合）[28][162][163][164]※当初9日開始予定が変更。
- 21日 - あした行きたくなる しまね新百景（テレビ新広島）
- 22日 - ノルノルミシル!（NHK松山放送局 / NHK総合（四国4県））※月1回レギュラー化[57]
- 24日 - カールさんとティーナさんの古民家村だより（NHK Eテレ）※月1回レギュラー化[27]
- 25日 - 満たされメシ（24日深夜、テレビ朝日）[165]
- 26日 - NHKアカデミア（NHK Eテレ）※月1回[25][27][28][166]
- 27日 - THE ART HOUSE 〜そのアートは100年後に残せるか〜（26日深夜、日本テレビ）※レギュラー化[167]
- 29日
  - ウチのどうぶつえん（NHK Eテレ）※月1回レギュラー化[27]
  - 美輪明宏 愛のモヤモヤ相談室（NHK Eテレ）※月1回レギュラー化[27][168]
- 30日
  - 発想転換!世界を変えるシン・キング（NHK総合）※月1回レギュラー化[25][27][28][169]
  - モンモンZ（NHK Eテレ）※月1回レギュラー化[27]

#### 5 - 7月開始（教養・ドキュメンタリー番組）
5月
- 1日 - ターシャの森から（NHK Eテレ）※月1回レギュラー化
- 6日 - DeepTV.art（TOKYO MX1）

7月
- 6日
  - リアル 〜真実を追う180日〜（5日深夜、BS11）[170]
  - めざせ!クラウドネイティブ クラウド検定（TOKYO MX1）[171]
- 18日 - 3分ドキュメンタリー（NHK総合）※不定期レギュラー[172][注 19]
- 24日 - これって攻めすぎ!?世界旅行（23日深夜、NHK総合）[173][注 20]
- 25日 - ニッポンのSHOKUNIN（24日深夜、サンテレビ）[注 21]

#### 10月開始（教養・ドキュメンタリー番組）
- 2日 - やまなし再発見 まちミュー歩き旅（山梨放送）
- 4日
  - ビルぶら!レトロ探訪（BSフジ・BSフジ 4K）[174]
  - 中山秀征の楽しく1万歩!小京都日和（BS11）[175]
- 5日
  - 工藤阿須加が行く 農業始めちゃいました（BS朝日・BS朝日 4K）※レギュラー化[176]
  - ヒラメキのタネ（テレビ朝日）
- 6日 - 〜日本全国〜桂宮治の街ノミネート（BSフジ・BSフジ 4K）[177]
- 7日 - 午後もじゅん散歩（テレビ朝日）

#### 11月開始（教養・ドキュメンタリー番組）
- 18日（17日深夜） - CoA（フジテレビ）

### 期間限定番組（教養・ドキュメンタリー番組）
- 1月8日 - 9月24日、 ハナコ書店（テレビ愛知）[178]
- 1月12日- 3月2日（1月11日 - 3月1日深夜、全8回）、ノンフェイクション〜ドキュメンタリーの嘘、見破れますか?〜（テレビ大阪）[179]
- 1月31日 - 3月28日（1月30日 - 3月27日深夜）、屋台メシ部、はじめました（BS日テレ・BS日テレ 4K）[180]
- 2月7日 - 28日（全4回） - 映え楽キッチン（テレビ北海道）[181]
- 4月5日 - 6月21日（全12回）、100カメ（NHK総合）[注 22][注 23][25][27][28][182]
- 4月6日 - 6月22日（全12回）、ヒューマニエンスQ（NHK総合）[注 22][注 24][25][27][28][183]
- 4月6日 - 27日（4回）、夏井いつきのよみ旅!（NHK松山放送局 / NHK Eテレ）※第1シリーズ[25][27][28]
- 4月6日 - 5月25日（8回）、魔改造の夜 技術者養成学校（NHK Eテレ）※派生レギュラー化、第1シリーズ[27][28][注 25]
- 4月10日 - 5月1日（4回）、香川照之の昆虫すごいZ!（NHK総合）※派生レギュラー化、第1シリーズ[184][25][27][28][注 26]
- 4月12日 - 5月17日（4月11日 - 5月16日深夜、全6回）、#休暇今井（フジテレビ）[185]
- 4月14日 - 6月28日（全12回）、ダークサイドミステリーE＋（NHK Eテレ）[27][28][注 27]
- 4月23日 - 2023年1月（全10回、予定） - にっぽんの道（三重テレビ）
- 5月8日 - 7月24日（12回）、超ギョギョッとサカナ★スター（NHK総合）※派生レギュラー化、第1シリーズ[184][25][27][28]
- 5月25日 - （全6回、予定）、離島で発見!ラストファミリー（NHK総合）※月1回レギュラー化[25][27][28][186][注 28]
- 7月5日 - 9月27日、コズミックフロントΩ（NHK Eテレ）[27][28][注 29]
- 7月8日 - 9月23日、パパイヤ鈴木のボールルームダンス with Me〜JBDF全日本プロフェッショナルダンス選手権大会への道〜（サンテレビ）[187]
- 7月11日 - 9月26日（10回）、朝ごはんLab.（NHK総合）※地上波レギュラー化[注 22][188][注 30]
- 7月12日 - 9月20日（9回）、ニッポン知らなかった選手権実況中!（NHK総合）※地上波レギュラー化[注 22][188][注 31]
- 7月13日 - 9月28日（10回）、笑わない数学（NHK総合）※レギュラー化[注 32][注 22][188][189]
- 8月10日 - 9月14日（全6回）、究極の短歌・俳句100戦ベストセレクション（NHK Eテレ）
- 9月6日 - 10月18日（全7回）、それはまるでトリンドルな1日でした。（北海道文化放送）[190]
- 10月5日 - 12月21日（全10回）、ゲームゲノム（NHK総合）※レギュラー化[注 22][191]

### 再開番組（教養・ドキュメンタリー番組）
- 1月12日 - 3月30日（12回）、カメラ男子 プチ旅行記 シーズン2（テレビ神奈川）[192]
- 1月23日 - 3月27日（7回）、飯尾和樹のずん喫茶（BSテレ東・BSテレ東 4K）※第2シリーズ、正式レギュラー開始前[157][158]
- 3月2日 - 23日（3月1日 - 22日深夜、全4回）、巨大企業の日本改革3.0「生きづらいです2022」〜大きな会社と大きな会社とテレ東と〜（テレビ東京）[193]
- 4月5日 - プロジェクトX〜挑戦者たち〜 4Kリストア版（NHK BSプレミアム・BS4K）[25][27]
- 4月7日 - 9月22日、ふるカフェ系 ハルさんの休日（NHK Eテレ）シーズン7[27]
- 4月8日 - 美の壺（NHK BSプレミアム・BS4K）※新シリーズ[25][27]
- 4月9日 - 6月4日（8回）、マイケル・サンデルの白熱教室2022（NHK Eテレ）[25][27][28]
- 4月11日（10日深夜）- 、ドキュメント20min.（NHK総合）※第2シリーズ、レギュラー化[25][27][28]
- 4月14日 - 9月22日、ダークサイドミステリー（NHK BSプレミアム・BS4K）シーズン4[27][194]
- 4月17日（16日深夜） - 、私が女優になる日_ Season2（TBS）[195]
- 6月8日 - 29日（4回） - 思考ガチャ!（NHK Eテレ）[196]
- 7月9日 - 屋台メシ部、はじめました Season2（BS日テレ・BS日テレ 4K）[197]
- 7月13日 - 、名古屋Ramen with me（テレビ愛知）シーズン2
- 7月31日 - 8月21日（4回）、香川照之の昆虫すごいZ!（NHK総合）※第2シリーズ[184][198]（最終シリーズ）[120]
- 8月28日 - 2023年3月19日（回数未定）、超ギョギョッとサカナ★スター（NHK総合）※第2シリーズ
- 9月10日 - 、映え楽キッチン（テレビ北海道）シーズン2（→こちらも参照）
- 10月4日 - 12月20日、100カメ（NHK総合）シーズン2[注 22][199]
- 10月7日 - 、Google Pixel Presents ANOTHER SKY（日本テレビ）[200][201]
- 11月5日（4日深夜） - 、連続ドキュメンタリー RIDE ON TIME Season5（フジテレビ）[202]

### タイトル変更（教養・ドキュメンタリー番組）
- 3月28日 - 奥さまはホームドクター → あなたもホームドクター（テレビ信州）
- 4月1日 - 国分太一のお気楽さんぽ - Happy Go Lucky - → 国分太一の気ままにさんぽ（フジテレビ）[203]
- 4月3日 - ミライ☆モンスター → ライオンのミライ☆モンスター（フジテレビ）※スポンサー変更に伴い冠付与[109]
- 4月4日 - 週末極楽旅 → 極楽とんぼの週末極楽旅（BS日テレ・BS日テレ 4K）※改題・枠移動[204]
- 4月5日 - 林修の今でしょ!講座 → 林修のレッスン!今でしょ（テレビ朝日）[86]
- 4月6日 - テレビで中国語 → 中国語!ナビ（NHK Eテレ）※枠移動[25][27][28][205]
- 4月7日
  - 所さん!大変ですよ → 所さん!事件ですよ（NHK総合）※枠移動[25][27][28]
  - テレビでハングル講座 → ハングルッ!ナビ（NHK Eテレ）※枠移動[25][27][28][205]
- 4月8日 - にっぽんの芸能 → 新・にっぽんの芸能（NHK Eテレ）[25][27][28]
- 4月29日 - 前園真聖 しこく絶景たび → 前園真聖 四国ともたび（NHK松山放送局 / NHK総合（四国4県））※月1回レギュラー化[57]
- 10月4日 - DAIGOの!世界きまぐれリモートツアー → DAIGOのお願い!ワールドツアー〜アナタの夢をかなえまうぃっしゅ!〜（BS日テレ・BS日テレ 4K）
- 10月6日 - 林修のレッスン!今でしょ → 林修の今、知りたいでしょ!（テレビ朝日）※放送枠移動・リニューアル[206]
- 10月14日 - 突撃!隣のスゴイ家 → となりのスゴイ家（BSテレ東・BSテレ東 4K）[207]

### 移籍番組（教養・ドキュメンタリー番組）
- 4月8日 - アナザーストーリーズ 運命の分岐点（NHK BSプレミアム→NHK総合）[25][27][28]
- 5月4日
  - にっぽん百低山（NHK BSプレミアム→NHK総合）※レギュラー化[25][27][208][注 33][注 34][注 35]
  - ザ・ハックヤード 〜知の迷宮の裏側探訪〜（NHK BSプレミアム→NHK Eテレ）※レギュラー化[27][28][209][210]

### 放送枠変更（教養・ドキュメンタリー番組）

#### 4月移動番組（教養・ドキュメンタリー）
- 2日
  - 渡辺篤史の建もの探訪（テレビ朝日）※土曜4:25 - 4:50
  - テレメンタリー（テレビ朝日）※土曜4:50 - 5:20（関東地区）
  - 有吉のお金発見 突撃!カネオくん（NHK総合）※土曜20:15 - 20:50（5分拡大）[1][27]
- 4日
  - ピタゴラスイッチ（NHK Eテレ）※参照[211]
  - NHK高校講座（NHK Eテレ）※平日14時台→10時台（4時間繰り上げ）[1][25][27]
  - 大西泰斗の英会話☆定番レシピ（NHK Eテレ）※月曜10:15→11:10（55分繰り下げ）[1][25][27][205]
  - 沼にハマってきいてみた（NHK Eテレ）※月曜18:55→19:30（35分繰り下げ、新シリーズ）[27][212]
  - 日本一ふつうで美味しい植野食堂 by dancyu（BSフジ・BSフジ 4K）※月〜金曜18:00（60分繰り上げ）
- 5日
  - BS世界のドキュメンタリー（4日深夜、NHK BS1）※火〜土曜0:00（60分繰り下げ、月〜金曜深夜）[1][25][27]
  - ヒューマニエンス〜40億年のたくらみ〜（NHK BSプレミアム）※火曜22:00（枠交換）[1][25][27][213]
- 6日
  - アクティブ10 レキデリ（NHK Eテレ）※水曜9:40[1][27]
  - ニッポンぶらり鉄道旅（NHK BSプレミアム）※木曜→水曜19:30[1][27][注 36]
  - ロコだけが知っている（NHK大阪放送局 / NHK総合）※水曜19:57 - 20:42（18分拡大）[1][25][27]
  - 歴史探偵（NHK大阪放送局 / NHK総合）※水曜22:30→22:00（30分繰り上げ）[1][27]
- 7日
  - サラメシ（NHK総合）シーズン12 ※火曜→木曜19:30[1][27][注 37]
  - 岩合光昭の世界ネコ歩き（NHK BSプレミアム・BS4K）※木曜20:00（枠交換）[214]
  - 三宅裕司のふるさと探訪〜こだわり田舎自慢〜（BS日テレ・BS日テレ 4K）※水曜20:00→木曜21:00
  - 迷宮グルメ 異郷の駅前食堂（BS朝日・BS朝日 4K）※月曜23:00→木曜21:00（復帰・枠拡大）
- 9日
  - 秘湯ロマン（テレビ朝日）※月曜（日曜深夜）2:55→土曜（金曜深夜）3:00
  - よみがえる新日本紀行（NHK BSプレミアム）※日曜6:07→土曜5:27[1][25][27]
  - Go! Go! チャギントンスペシャル（BSフジ・BSフジ 4K）※日曜8:30→土曜6:00
  - キソ英語を学んでみたら世界とつながった。（NHK Eテレ）※土曜8:45[1][25][27][205]
  - 太田光のつぶやき英語（NHK Eテレ）※木曜22:55→土曜22:30[1][25][27][205]
- 10日
  - 名車再生〜ネオレトロの世界〜（BSフジ・BSフジ 4K）※日曜9:00 - 9:30
  - すイエんサー（NHK Eテレ）※日曜17:25 - 17:55[1][27]
- 11日 - 小山薫堂 東京会議（10日深夜、BSフジ・BSフジ 4K）※土曜23:00→月曜（日曜深夜）0:00

#### 5 - 7月移動番組（教養・ドキュメンタリー）
5月
- 3日 - プロフェッショナル 仕事の流儀（NHK総合） ※週1回→月1回に改正（火曜→金曜、移動初回は特番）[1][25][27][215]

7月
- 2日 - わがまま!気まま!旅気分（FNS系列 / BSフジ・BSフジ 4K・FNS各局）※BSフジ：土曜5:00（シリーズ再開、60分繰り上げ）[216]

#### 10月移動番組（教養・ドキュメンタリー）
- 2日 - くいしん坊!万才（フジテレビ）※日曜17:25 - 17:30（5時間40分繰り下げ）
- 4日 - 迷宮グルメ 異郷の駅前食堂（BS朝日・BS朝日 4K）※木曜21:00→火曜22:30[217]

## スポーツ番組

### 終了番組（スポーツ番組）

#### 3月終了（スポーツ番組）
- 13日 
  - 上田晋也の日本メダル話（日本テレビ）[218]
  - お台場バドミントン学園（BSフジ・BSフジ 4K）
- 16日 - 千鳥のスポーツ立志伝（NHK BS1）
- 24日 - シミュGOLF!（BS-TBS・BS-TBS 4K）
- 26日 - サタデースポーツ（NHK総合）[1][27]
- 28日
  - SUPER GT+（27日深夜[注 38]、テレビ東京）[219]
  - 徳光和夫の週刊ジャイアンツ（日テレジータス）[220]
- 31日 - アスリート・インフィニティ（BS朝日・BS朝日 4K）

#### 4 - 9月終了（スポーツ番組）
- 4月3日 - 追跡LIVE! Sports ウォッチャー（テレビ東京）[221]
- 6月18日 - ブンデスリーガ マンスリー・セレクション supported byスカパー!（BS日テレ・BS日テレ 4K）
- 9月24日 - CHOTeN 〜今週、誰を予想する?〜（テレビ東京）
- 9月26日（25日深夜） - ReAL eSports News（テレビ朝日）

### 開始番組（スポーツ番組）

#### 1月開始（スポーツ番組）
- 11日 - 独占SPORTSチャンネル（BS日テレ・BS日テレ 4K）[222]
- 30日 - ぺこぱのまるスポ（朝日放送テレビ）※月1回[223]

#### 3月開始（スポーツ番組）
- 4日 - 広澤克実のGOLFに夢中!（サンテレビ）
- 20日 - サンデーPUSHスポーツ（日本テレビ）[218]
- 21日 - 競輪LIVE!チャリロトよしもと（BSよしもと）[224]
- 28日 - ジャパネットプレゼンツ 長息 長生き ロングブレス（BSJapanext）[225]

#### 4月開始（スポーツ番組）
- 2日
  - ゴルフONE 〜賞金総取りバトル〜（BS-TBS・BS-TBS 4K）[140]
  - 山内鈴蘭のゴルフアンビシャス!〜目指せ!ティーチングプロ〜（BSJapanext）[注 2][226]
- 3日
  - テレ東卓球塾 〜ひとラリー、いっとくぅぅぅ?〜（テレビ東京）※改題・レギュラー化[227]
  - 蛍原徹の真剣ゴルフ部!ホトオープン（BSJapanext）[注 2][228]
- 4日
  - みんなのスポーツ Sports for All（テレビ東京）[221]
  - マンデーMLB（BSテレ東・BSテレ東 4K）[229]
  - 超ジャイアンツ（日テレジータス）[230]
- 6日 - ミルクボーイの本命ラジオ（5日深夜、関西テレビ）
- 9日 - MARINES STUDIO〜頂点を、つかむ。（千葉テレビ）[231]
- 11日 - Sports Be Ambitious（さんいん中央テレビ）[232]
- 12日 - CYCLE AROUND JAPAN（NHK総合）[25][27]
- 24日 - スケートボードTV（NHK BS1）[注 39]

#### 5 - 7月開始（スポーツ番組）
- 5月1日 - アーバンスポーツFans（NHK BS1）[注 39]
- 7月10日 - GO ON! NEXT サーキットで会いましょう（BSフジ・BSフジ 4K）
- 7月26日（25日深夜） - 8SPORTS（関西テレビ）※月1回[234]

#### 10月開始（スポーツ番組）
- 1日 - EXITのベルギー行ったらモテるやつ（テレビ東京）[235]
- 6日 - CHEERS! - 気持ち高まる瞬間に - （日本テレビ）
- 10日（9日深夜） - HADO de NIGHT（BSフジ・BSフジ 4K）[236]

### 期間限定番組（スポーツ番組）
- 1月6日 - 3月24日（12回）、プロゴルファー母校へ帰る 〜先輩プロvs後輩 ゴルフ部同門対決〜（BS-TBS・BS-TBS 4K）[237]
- 2月5日（4日深夜） - 3月26日（25日深夜）、テレ東卓球塾はじめます（テレビ東京）※レギュラー化前[238]
- 2月13日 - 3月13日（5回）、F1ロマネスク 19XX - 20XX〜We are the champions〜（フジテレビNEXT ライブ・プレミアム）[239]
- 4月6日 - 6月22日（12回）、澤部&見上の赤坂ケイバ探偵（TBS）[240][241]
- 4月11日 - 10月3日、マンデーMLB（BSテレ東・BSテレ東 4K）[242]
- 6月5日 - 10月2日（18回）、Jockey'sEyes（北海道放送）[243]
- 10月3日（2日深夜） - 12月12日（11日深夜）、FIFAワールドカップ64（テレビ朝日）
- 11月21日 - 12月19日、グッド!ワールドカップ（テレビ朝日）

### 再開番組（スポーツ番組）
- 1月17日 - 3月28日（11回） - SkiTV5（BS日テレ・BS日テレ 4K）第5シーズン[244]
- 3月5日 - 26日（4回）- 伊藤淳史ののほほーんゴルフ3 80切りできるかな 〜草食系ゴルフ満喫バラエティ〜（BSテレ東・BSテレ東 4K）[245]
- 9月10日 - 11月19日 - サタフト〜LIFE WITH FOOTBALL（フジテレビ）[246]

### タイトル変更（スポーツ番組）
1月
- 9日 - プロ野球No.1決定戦!バトルスタジアム → 超プロ野球 ULTRA（読売テレビ）[247]
- 10日 - 週刊テニスNAVI → 週刊テニスワールド（WOWOWライブ） [248]

4月
- 2日
  - HIGH☆FIVE → バスケ☆FIVE 日本バスケ応援宣言（テレビ朝日）※リニューアル・ネット拡大[249]。
  - チャント!!Jリーグ → ラブ!!Jリーグ（テレビ朝日）※リニューアル・ネット拡大[250]
- 3日 - EXITのラリージャパン応援宣言 → EXITのモータースポーツ応援宣言（テレビ朝日）※リニューアル

6月
- 26日 - 武井壮のパラスポーツ真剣勝負 → 武井壮のスポーツプラネット（NHK BS1）※リニューアル・新枠編入[注 39][251]

### 放送枠変更（スポーツ番組）
- 2月20日 - S-PARK（フジテレビ）※日曜23:15 - 0:30（30分繰り上げ、従来枠に復帰）

4月
- 2日
  - Jリーグタイム（NHK BS1）※土曜22:00 - 22:40[1][27]
  - 激芯ゴルフ〜95期生への道〜（BSフジ・BSフジ 4K）※土曜22:30 - 23:00（30分繰り下げ）
- 3日（2日深夜） - FOOT×BRAIN（テレビ東京）※日曜（土曜深夜）0:25 - 0:55
- 4日 - ワースポ×MLB（NHK BS1）※月〜金22:50 - 23:35（土曜廃止）[1][27]
- 11日（10日深夜） - 中央競馬ダイジェスト（フジテレビ）※月曜（日曜深夜）2:20 - 2:30
- 25日（24日深夜）
  - ReAL eSports News（テレビ朝日）※月曜（日曜深夜）0:30 - 0:59（5分繰り下げ、1分縮小）
  - Get Sports（テレビ朝日）※月曜（日曜深夜）1:30 - 3:00（30分繰り下げ）

10月
- 3日（2日深夜） - Get Sports（テレビ朝日）※月曜（日曜深夜）1:25 - 2:55（5分繰り上げ）

## バラエティ番組

### 終了番組（バラエティ番組）

#### 2 - 3月終了（バラエティ番組）
2月
- 22日 - オトラクション（TBS）[252][253][254]

3月
- 1日 - 芸能界常識チェック!〜トリニクって何の肉!?〜（朝日放送テレビ）[255]
- 5日 - 有田P おもてなす（NHK総合）[1][27][256]
- 12日 - ちょい足し（CBCテレビ）
- 13日 - クロちゃんのパシれ!メロス（12日深夜、テレビ長崎）
- 14日 - 霜降りミキXIT（TBS）[257]
- 15日 - パパジャニWEST（TBS）※地上波放送終了
- 16日 - 今夜くらべてみました（日本テレビ）[258][259]
- 17日 - アウト×デラックス（フジテレビ）[260][261]
- 19日 - よなよなラボ（NHK総合）※月1回レギュラー終了[262]
- 21日
  - フィロのス亭（20日深夜、テレビ朝日）
  - 人生が変わる1分間の深イイ話（日本テレビ）[258]
  - 痛快TV スカッとジャパン（フジテレビ）[263][260]
  - 関ジャニ∞クロニクルF（フジテレビ）[264]
  - 梅沢富美男と東野幸治のまんぷくメシ!（NHK BSプレミアム）[1][27][注 40][注 41][265]
- 22日 - イグナッツ!!（21日深夜、テレビ朝日）[注 42][266]
- 23日
  - ぼる塾のいいじゃないキッチン（22日深夜、テレビ朝日）[注 42]
  - 虹のコンキスタドールが本気出しました!?〜Next Stage〜（BS11）
- 24日 - 中居大輔と本田翼と夜な夜なラブ子さん（TBS）[267]
- 25日 - DJ OSSHY×まつきりな 推しナイト!（24日深夜、BSフジ・BSフジ 4K）
- 26日
  - ラストアイドル 〜ラスアイ、よろしく!〜（25日深夜、テレビ朝日）[268]
  - あるある土佐カンパニー2（25日深夜、テレビ朝日）[注 42]
  - 次ナルTV-S（25日深夜、フジテレビ）[269]
  - Eダンスアカデミー（NHK Eテレ）
  - NHKだめ自慢 〜みんながでるテレビ〜（NHK総合）※月1回レギュラー終了[1][27]
  - ファンファンキティ!（テレビ東京）
  - 農カモン（サガテレビ）[270]
- 27日 - レモンサワーでごちそうさま!（BSテレ東・BSテレ東 4K）
- 28日
  - 占いメガネ（27日深夜、TBS）
  - キンシオ（テレビ神奈川）[271]
- 29日
  - 23時の密着テレビ「レベチな人、見つけた」（テレビ東京）[272][273]
  - 鶴ツル（あいテレビ）[274]
- 30日
  - JOYのASOBU-TV JOYnt!（群馬テレビ）[275]
  - プロステTV（BS日テレ・BS日テレ 4K）
- 31日
  - 超かわいい映像連発!どうぶつピース!!（テレビ東京）
  - Nami乗りジョニーの京街Diary（KBS京都）[276]
- 不明
  - 別冊ももクロChan（テレ朝チャンネル1）

#### 4月終了（バラエティ番組）
- 2日
  - あさモヤさまぁ〜ず2（テレビ東京）[277]
  - バナナマンのせっかくグルメ!!傑作選（BS-TBS・BS-TBS 4K）
- 9日 - バラエティー生活笑百科（NHK大阪放送局 / NHK総合）[1][278][164][279][注 43]
- 26日 - チョコプラCUP（25日深夜、テレビ朝日）[注 44]

#### 6月終了（バラエティ番組）
- 18日 - 中島由貴とミライアカリの女子会ですが（BS日テレ・BS日テレ 4K）[280]

#### 8 - 9月終了（バラエティ番組）
8月
- 22日 - 100%!アピールちゃん（毎日放送）

9月
- 6日 - 一撃解明バラエティ ひと目でわかる!!（日本テレビ）[281][201]
- 9日 - ザ・ベストワン（TBS）※レギュラー放送終了、単発特番復帰
- 12日 - クイズ!THE違和感（TBS）[282]
- 15日 - ウラ撮れちゃいました（テレビ朝日）※レギュラー放送終了[283]
- 24日 - もしもツアーズ（フジテレビ）※レギュラー放送終了[284]
- 25日 - 春菜ザキさんのタダの通販じゃねーよ!（テレビ朝日）
- 27日（26日深夜） - もう中学生のおグッズ!（テレビ朝日）[注 42][285]
- 28日（27日深夜） - 凪咲とザコシ（テレビ朝日）[注 42][285]
- 29日（28日深夜） - 空気階段の空気観察（テレビ朝日）[注 42][285]
- 30日（29日深夜） - 野田レーザーの逆算（テレビ朝日）[注 42][285]

#### 10月終了（バラエティ番組）
- 26日 - 今ちゃんの「実は…」（朝日放送テレビ）[注 45][286]

#### 12月終了（バラエティ番組）
- 18日 - AKB48チーム8のKANTO白書 バッチこーい!（千葉テレビ）[287]

### 開始番組（バラエティ番組）

#### 1月開始（バラエティ番組）
- 8日（tvk）、9日（テレ玉） - スロパチTV（7・8日深夜、テレビ神奈川・テレビ埼玉）[288]
- 9日
  - いい話ee（テレビ東京）
  - ビビッと!TV（テレビ埼玉）[289]
- 15日（tvk）、16日（15日深夜、メ〜テレ）、18日（17日深夜、BS11） - ラランド「有象無象SHOW」（テレビ神奈川・名古屋テレビ・BS11）[290][291][292]
- 16日 - King & Princeる。（日本テレビ）※レギュラー化[293]
- 17日 - SKE48の未完全TV（16日深夜、テレビ愛知）※隔週放送[294]
- 19日 - 蛙亭のかえる天国（18日深夜、RSK山陽放送）[295][296]
- 21日 - かがやけ!ミラクルボーイズ（20日深夜、テレビ神奈川）[297]

#### 3月開始（バラエティ番組）
- 22日（テレ玉）・30日（BSよしもと） - それゆけ!大宮セブン（テレビ埼玉・BSよしもと）[22][298]
- 25日
  - 亜生とナダルがゆる〜く釣りとかやっちゃいます（BSよしもと）[22]
  - 空気階段の●山（BSよしもと）[22]
- 28日 - 夜もオハ!よ〜いどん（NHK Eテレ）※月1回[27][299]
- 29日
  - 松也Pの○○○（BS松竹東急）[300]
  - オンエア決めろ! -笑武-（BSJapanext）[注 46]
- 30日
  - こんなところでキャンパーズ!（BS松竹東急）[301][302]
  - 浪川&岡本 ボイコミ ラボ（BSJapanext）[注 46]
- 31日 - OCHA NORMAの お茶の間さまの言うとおり（BSJapanext）[注 46]

#### 4月開始（バラエティ番組）
- 1日
  - 松本幸四郎が沼る!!（BS松竹東急）[300]
  - アプリで生判定!地域創生プレゼンバトル（BSJapanext）[303]
  - 中山優馬×ジャニーズJr. @YUMA HOUSE（BSJapanext）[注 46]
- 2日（ITC・SUT）、10日（OX）、12日（11日深夜、CX）、14日（13日深夜、TNC）、16日（KTN・OTV）、23日（FTV）、24日（NST・KTS）、30日（29日深夜、TKU）
  - ふるさとファンタ（仙台放送・福島テレビ・フジテレビ・NST新潟総合テレビ・石川テレビ・テレビ静岡・テレビ西日本・テレビ長崎・テレビ熊本・鹿児島テレビ・沖縄テレビ）※月1回[304][305]
- 2日
  - アルコ&ピースのほんの気持ちですが!（テレビ神奈川）[306]
  - どぶろっくの一物（サガテレビ）[307]
  - バービーのHappy♪Pampee♪TV♪〜みんなでアゲてこ↑土曜よる〜（BSJapanext）[注 46]
- 3日
  - ドーナツトーク（CBCテレビ）[253][254][308]
  - 種から植えるTV（テレビ東京）[309]
  - 日経スペシャル もしものマネー道 もしマネ（テレビ大阪）※レギュラー化[310]
  - シェイクスピア・ラン（BS松竹東急）[300]
- 4日
  - 囲碁将棋の島はなんでも知っている（3日深夜、テレ朝チャンネル1）[注 47][312]
  - オハ!よ〜いどん（NHK Eテレ）[25][27][28][299]
- 5日
  - 見取り図じゃん（4日深夜、テレビ朝日）[注 42][313]
  - 夜もほほおち（4日深夜、テレビ東京）
  - バリューの真実（NHK Eテレ）※レギュラー化
  - 乃木坂46とダンスバトルズ（フジテレビ）[109]
  - 歩道・車道バラエティ 道との遭遇（CBCテレビ）[308][314][315]
- 6日
  - イワクラと吉住の番組（5日深夜、テレビ朝日）[注 42][313]
  - ハロー!ちびっこモンスター（NHK Eテレ）※レギュラー化[25][27][28]
  - 上田と女が吠える夜（日本テレビ）※レギュラー化[316][317]
  - 旅する水曜日（BS日テレ・BS日テレ 4K）[318]
- 7日
  - アルピーテイル（6日深夜、テレビ朝日）[注 42][313]
  - ニューヨークと蛙亭のキット、くる!!（6日深夜、テレビ神奈川）[319][320]
  - タクシー運転手さん一番うまい店に連れてって!（テレビ東京）※レギュラー化[321]
  - ロッチと子羊（NHK Eテレ）
  - 美食ファンファーレ（フジテレビ）
  - トークィーンズ（フジテレビ）※レギュラー化[261][79][322]
  - グッチーな!（北海道放送）[95]
- 8日
  - AKB48 サヨナラ毛利さん（7日深夜、日本テレビ）[323]
  - 阿佐ヶ谷ワイド!!（7日深夜、テレビ朝日）[注 42][313]
  - ダイアンのガチで!ごめんやす（群馬テレビ・BSよしもと）[22][324][325]
- 9日
  - るてんのんてる（8日深夜、読売テレビ）[326]
  - ワルイコあつまれ（NHK Eテレ）※レギュラー化[25][27][28][327]
  - シェアリーハウス☆（TOKYO MX1）※月1回[328]
  - よかとこ発見!蛙亭イワクラ使節団〜伊藤と肥満とサイダーと〜（テレビ宮崎）[329]
- 11日 - 午前0時の森（日本テレビ）[注 48][317][330]
- 12日 - Let'sトレ活!（11日深夜、BSフジ・BSフジ 4K）※改題・正式レギュラー化、隔週（月1回更新）[331][注 49]
- 15日 - トニセンロード〜とりあえず行ってみよ〜（スカパー![注 50] / フジテレビTWO ドラマ・アニメ）[332]
- 16日 - EXITのアヤシイTV アチ〜の見つけました!（テレビ北海道）[333][334]
- 18日 - あしたの内村!!（フジテレビ）※レギュラー化[263][79][322]
- 19日 - ネゴ図鑑（さんいん中央テレビ）[232]
- 22日（21日深夜）
  - Z STUDIO ひまつぶ荘（日本テレビ）※月1回レギュラー[335]
  - 日本シン人種図鑑（テレビ東京）[336]
- 24日 - 呼び出し先生タナカ（フジテレビ）[337][338][79]
- 26日 - サンドウィッチマンのどうぶつ園飼育員さんプレゼン合戦 ZOO-1グランプリ（CBCテレビ・TBS）※レギュラー化[253][254][308]
- 27日
  - （26日深夜）
    - ろくにんよれば町内会（日本テレビ）[339]
    - 世界をちょっとだけ変えるサミット（関西テレビ）※月1回レギュラー（最終週）[340]
    - さらばのこの本ダレが書いとんねん!（テレビ大阪）[注 51][341]
    - さらば青春の光の東ブクロとデビュー作（テレビ大阪）[注 51][341]

  - 負けるな!熱血ハナコのお笑い部（テレビ埼玉）[342]
- 30日
  - 三度の飯よりアレが好き!（毎日放送）[343]
  - 錦鯉が行く!のりのり散歩（北海道テレビ）※レギュラー化[344]
  - 山里亮太の宝塚男子になってもいいですか?（BSスカパー!）※月1回レギュラー（最終週）[345]

#### 5 - 6月開始（バラエティ番組）
5月
- 1日 - 千鳥の鬼レンチャン（フジテレビ）※レギュラー化[337][346][79]
- 10日
  - 関ジャニ∞の あとはご自由に（9日深夜、フジテレビ）[347]
  - なすなかにしのバズっちゃ!!〜100万回再生への道〜（チューリップテレビ）[348]
- 15日 - 草彅やすともの うさぎとかめ（読売テレビ）※レギュラー化[349]
- 17日 - DEEPな店の常連さんに密着 イキスギさんについてった（TBS）[350][注 52]
- 27日 - アノコロTV 知らないとは言わせない!（NHK名古屋放送局 / NHK総合（東海3県[注 53]、月4回予定） [48]

6月
- 28日（27日深夜） - 全力アピール アダムシアター（TBS）[351]

#### 7月開始（バラエティ番組）
- 1日 - D4DJ&ヴァンガード presents 23時にLyrical Lilyハウスでよろしくて?（BS日テレ・BS日テレ 4K）[352]
- 4日（MTV）、7日（BSよしもと） - ビスケットブラザーズの行けばわかるさ!（三重テレビ・BSよしもと）[353]
- 7日 - 腹ペコ魔人のグルメな魔法 脂過多ブラ（6日深夜、東海テレビ）[354]
- 9日 - あえいうえおあお（8日深夜、フジテレビ）[355]
- 11日 - 植田鳥越 口は○○のもとTV（BS11）[356]
- 30日 - あの界隈を恋愛ドラマにしたら…不覚にもキュンときた（中京テレビ）[357]

#### 8 - 9月開始（バラエティ番組）
8月
- 5日 - この恋イタすぎました（4日深夜、日本テレビ）※毎月第3・4週は除く[358]

9月
- 3日 - 村上村（BSよしもと）[359]
- 6日 - なすなかにしのゲームキングダム（BS11）[360]
- 24日 - 囲碁将棋のヤバい自由研究〜ネクストブレイク芸人TV SHOW（日テレプラス）[361]
- 29日 - ニンチド調査ショー（テレビ朝日）※レギュラー化[283]

#### 10月開始（バラエティ番組）
- 1日
  - ミチガタリ!（日本テレビ）
  - 超絶限界〜ソコまで見せる!?大百科〜（フジテレビ）[注 54][362][363] ※隔週放送
- 2日 - ベスコングルメ〜ベストコンディションで最高の瞬間を!〜（TBS）[364]
- 4日
  - チョコプランナー（3日深夜、テレビ朝日）[注 42][285]
  - 満パンスター2023 -さらば&三四郎が3月にライブすることだけ決まってる番組-（3日深夜、テレビ朝日）[注 42][285]
- 5日 - ランジャタイのがんばれ地上波!（4日深夜、テレビ朝日）[注 42][285]
- 6日
  - What's NCT!?（5日深夜、日本テレビ）[365]
  - シソンヌ長谷川×○○のキマリ（5日深夜、テレビ朝日）[注 42][285]
- 7日
  - 出川一茂ホラン☆フシギの会（6日深夜、テレビ朝日）※レギュラー化[366]
  - トンツカタン森本&フワちゃんの「Thursday Night Show」〜学ばない英語〜（6日深夜、テレビ朝日）[注 42][285]
  - 占いなんて信じない（6日深夜、テレビ東京）[367]
- 8日 - 我流しか勝たん!〜生活革命新裏技〜（フジテレビ）[注 54][362][363] ※隔週放送
- 9日 - LIL LEAGUEのヴィクトリーグ!（テレビ東京）[368]
- 13日 - ネコいぬワイドショー（BS朝日・BS朝日 4K）※レギュラー化[369]
- 14日 - 〜通しか知らない究極の一日〜熱狂!1/365日のマニアさん（TBS）※レギュラー化[370][371]
- 15日
  - イタズラジャーニー（フジテレビ）※レギュラー化[363][372][373][362]
  - 千原ジュニアの愛知あたりまえワールド☆（テレビ愛知）※レギュラー化[374]
- 16日 - 朝メシまで。（15日深夜、テレビ朝日）※レギュラー化[375]
- 24日
  - 月曜の蛙、大海を知る。（毎日放送）[371]
  - 不夜城はなぜ回る（TBS）※レギュラー化[371][376]
- 25日 - カズレーザーと学ぶ。（日本テレビ）※レギュラー化[377][378][201]

#### 11 - 12月開始（バラエティ番組）
11月
- 12日 - &TEAM学園（日本テレビ）[379]

12月
- 4日 - すとぷりのHere!We!GO!!（テレビ東京）[380]

### 期間限定番組（バラエティ番組）
- 1月3日 - 2月7日(MX)他（全6回） - 藤田玲の#カモマイ -ムチャぶりすごろくバラエティー-（TOKYO MX1・テレビ神奈川、他）[381]
- 1月7日（6日深夜） - 2月11日（10日深夜）、私をサウナに連れてって（テレビ東京）[注 55][382]
- 1月8日 - 6月25日 - 愛のクイズウォーズ ガンバレプラネット（中京テレビ）[383][384]
- 1月9日 - 3月20日（全10回）、ラフ&クライ!〜笑いのショートプログラム〜（TBS） ※レギュラー化[注 56][385]
- 1月16日（15日深夜） - 3月20日（19日深夜）、錦鯉の泳いでいくゼ!（朝日放送テレビ）[注 57][386][387]
- 1月16日 - 2月13日（全5回）、防犯カメラが捉えた!衝撃コント映像2022冬（朝日放送テレビ）[388]
- 1月17日（16日深夜） - 4月4日（3日深夜）、黄金の定食（テレビ東京）[389]
- 1月22日 - 10月1日（1月21日 - 9月30日深夜）、占いリアリティーショー どこまで言っていいですか?（テレビ東京）[390]
- 1月23日 - 3月27日（1月22日 - 3月26日深夜、全10回）
  - さらば森田の裏ニッポン極秘会議（朝日放送テレビ）[注 58][391]
  - 離島マルコス（朝日放送テレビ）[注 58][391]
- 2月1日 - 7月6日（1月31日 - 7月5日深夜、全22回）、ロッチ×NGT48のアイドルってなんだ?（テレビ新潟）[392]
- 2月4日 - 4月15日（2月3日 - 4月14日深夜、全11回）、#ウルトラマワス（テレビ東京）[393]
- 2月18日 - 4月1日（2月17日 - 3月31日深夜、全6回）、夜中3時のイケメンサマー（テレビ東京）[注 55][394]
- 2月26日 - 3月19日（2月25日 - 3月18日深夜、全4回）、ZEKKEI NETA CLUB（北海道文化放送）[395]
- 2月28日（27日深夜） - 3月21日（全4回） - むちゃマン（NHK総合）[396]
- 3月5日 - 26日（全4回）、らんきんぐバカ（読売テレビ）[397]
- 3月5日 - 13日（※初回放送 全12回）、村の軽洋食（英語版、朝鮮語版）（テレ朝チャンネル1）※日本初放送[398][399]
- 3月6日 - 27日（全4回） - Snow Manが豪邸でシェアハウスしてみた（テレビ東京）[400][401]
- 3月21日 - 4月11日（全4回） - 蛙亭のワールドワラジャーナル（BSよしもと）[22]
- 4月2日 - 7月2日（全13回） - BE：FIRST TV（日本テレビ）[402][403]
- 4月4日 - 6月20日（全12回） - 阿佐ヶ谷アパートメント（NHK総合）※レギュラー化[注 22][25][27][28][404][405]
- 4月8日 - 5月13日（4月7日 - 5月12日深夜、全6回）、ダイアンの絶対取材しない店（テレビ東京）[注 55][406]
- 4月9日（8日深夜） - 6月25日（24日深夜）（全12回）、1分入魂（日本テレビ）※レギュラー化[407]
- 4月10日 - 7月31日（全15回）、別冊!CHEF-1グランプリ 〜出場者の店全部食べます!〜（BSよしもと）[408]
- 4月12日 - 5月17日（4月11日 - 5月16日深夜、全6回）、ここにタイトルを入力（フジテレビ）[注 59][409]
- 4月13日 - 6月29日（全12回）、大王グループ〜俺癒&健僕&そま君&鳥セツ〜セレクション2022（TOKYO MX1、BS日テレ・BS日テレ 4K）[410]
- 4月16日（15日深夜） - 6月25日（24日深夜）（全11回）、ゴリエと申します。（フジテレビ）[411]
- 4月18日 - 6月27日（4月17日 - 6月26日深夜、全10回）、つまずく夜は（朝日放送テレビ）[注 58][412]
- 4月23日 - 5月14日（全4回）、レディファーストバラエティ 横澤×カレン（読売テレビ）[413]
- 5月14日 - 6月11日（全5回）、蔵出し映像大放出!さんまのまんまシアター（関西テレビ（制作） / 日本映画専門チャンネル）[414]
- 5月22日（21日深夜） - （全20回、予定） 、VOICEアクト（BSフジ・BSフジ 4K）
- 5月24日 - 8月30日（5月23日 - 8月29日深夜、全15回）、ギャル・フェス（フジテレビ）[注 59][415]
- 7月9日 - （予定）、超多様性トークショー!なれそめ（NHK Eテレ）※レギュラー化[25][27][28][188]
- 7月14日（13日深夜） - 9月1日（8月31日深夜）、&AUDITION -LIVE-（日本テレビ）[416]
- 8月3日（2日深夜） - 31日（30日深夜）、芸人ラップコロシアム★ワラッパー（テレビ東京）[417]
- 8月10日 - 9月28日（全8回）、ばずたび 〜BUZZING VAZZROCK TRIP〜（TOKYO MX1・BS日テレ・BS日テレ 4K）[418][419]
- 8月12日（11日深夜） - 9月30日（29日深夜）、ザ・ファーストレシピ（テレビ東京）[注 55][420]
- 8月20日 - 9月10日（8月19日深夜 - 9月9日深夜、全4回） - JO1CX-TV（フジテレビ）[421]
- 9月6日 - 12月13日（9月5日深夜 - 12月12日深夜、全13回）、恋愛トキワ荘（フジテレビ）[注 59][422][423]
- 9月28日 - 11月2日（9月27日深夜 - 11月1日深夜、全6回）、コムドットって何?（フジテレビ）[注 60][362][424]
- 10月13日 - 11月17日（10月12日深夜 - 11月16日深夜、全6回） 、私のバカせまい史（フジテレビ）※レギュラー化[注 61][362]
- 10月23日 - 11月13日（全4回）、花澤香菜の京のパン 何にする?（BSテレ東・BSテレ東 4K）[注 62][425]
- 10月28日 - 12月2日（10月27日深夜 - 12月1日深夜、全6回）、盛ラジオ（テレビ東京）[注 55][426][427][428]
- 11月24日（23日深夜） - 12月29日（28日深夜）（全6回） 、もっと評価されるべき審議会（フジテレビ）※レギュラー化[注 61][362]
- 11月26日 - 12月17日（11月25日深夜 - 12月16日深夜、全4回）、闇さらば 〜心が晴れる名言BAR〜（テレビ東京）[429]
- 11月27日 - 12月18日（全4回）、宮下草薙トイランド（BSテレ東・BSテレ東 4K）[注 62][430]

### 再開番組（バラエティ番組）
- 1月12日 - 2月23日（1月11日 - 2月22日深夜、全7回）、マヂカルクリエイターズ（テレビ東京）シーズン2[431]
- 1月13日（12日深夜） - 、アインシュタインの愛シタイン（毎日放送）[432]
- 1月19日（18日深夜） - 6月29日（28日深夜） - AKB48、最近聞いた?〜一緒になんかやってみませんか?〜（テレビ東京）※改題・新シリーズ[注 63][433]
- 3月7日 - 28日（6日 - 27日深夜、全4回） - 芸人#0（チバテレ）シーズン2[434]
- 3月27日 - 、パネルクイズ アタック25 NEXT（BSJapanext）[注 64]※改題、放送波・放送局移籍、半年ぶり復活[注 65][435]
- 4月3日（2日深夜） - 、カバン持ちさせてください!（TBS）シーズン4
- 4月8日 - 、デカ盛りハンター（テレビ東京）※レギュラー再開
- 4月17日（16日深夜） - 、防犯カメラが捉えた!衝撃コント映像（朝日放送テレビ）※レギュラー化[436]
- 4月26日（25日深夜） - 、 新・乃木坂スター誕生!（日本テレビ）※改題・新シリーズ[注 66][437]
- 4月27日（26日深夜） - 7月13日（12日深夜） - 、ハネノバス（日本テレビ）シーズン2[438]
- 5月13日 - 10月14日（全6回） - 2.5次元男子推しTV（WOWOWプライム）シーズン5 ※月1回[439]
- 6月5日 - 26日（全4回） - サクマ&ピース（福島中央テレビ）シーズン2[440][441]
- 7月1日 - 8月5日（6月30日 - 8月4日深夜、全6回） - 夜中3時のイケメンサマー（テレビ東京）season2[注 55] →期間限定番組も参照
- 8月15日 - 9月19日（8月14日 - 9月18日深夜、全6回） - チャリンジャーMAX（テレビ大阪）※改題・新シリーズ[442]
- 9月10日 - 10月1日（4回） - イザミと東京03（日本テレビ）※改題・新シリーズ[注 67][443]
- 10月14日 - 、おはよう!ももクロChan（BS朝日・BS朝日 4K）※テレビ放送再開、放送波移籍[444]
- 10月17日 - 、クレイジージャーニー（TBS）※3年ぶり復活、新シリーズ[282][371][445]
- 11月2日 - 、これ余談なんですけど・・・（朝日放送テレビ）[注 45][446]

### タイトル変更（バラエティ番組）
3月
- 31日（30日深夜） - 水曜どうでしょうシリーズ（水曜どうでしょうClassic → 水曜どうでしょうプレミア）（北海道テレビ）[447]

4月
- 3日
  - そろそろ にちようチャップリン → ぴったり にちようチャップリン（2日深夜、テレビ東京）※放送枠移動（日曜0:00）に伴う改題[448]
  - 声優パーク建設計画VR部 → 声優パーク建設計画 メタバース部（テレビ朝日）※放送枠移動（日曜23:55→10:00）・リニューアル[449]
- 4日 - お笑い実力刃 → 証言者バラエティ アンタウォッチマン!（テレビ朝日）※新枠編入（放送枠移動・縮小）・リニューアル[450][451]
- 6日（5日深夜）
  - まさかのルールはなぜできた!? 作画プレゼン!刺さルール → 爆問×伯山の刺さルール!（テレビ朝日）※新枠編入[450]・冠番組化[452]
  - 〜凪咲と芸人〜マッチング → 凪咲とザコシ（テレビ朝日）[注 42][453]
  - 激!今夜もドル箱 → SHOW激!今夜もドル箱（テレビ東京）[454]
- 9日 - I LOVE みんなのどうぶつ園 → 嗚呼!!みんなの動物園（日本テレビ）[455]
- 28日 - VS魂 → VS魂グラデーション（フジテレビ）[456]

7月
- 13日（12日深夜） - 、AKB48、最近聞いた?〜一緒になんかやってみませんか?〜 → AKB48、最近聞いたかも?〜一緒になんかやってみませんか?〜 （テレビ東京）※第3シリーズ[457]

10月
- 2日 - 声優パーク建設計画 メタバース部 → 新世界 メタバースTV!!（テレビ朝日）※時間拡大[458]
- 6日（5日深夜） - トゲアリトゲナシトゲトゲ → トゲトゲTV（テレビ朝日）※曜日移動・時間拡大[注 68][285][459]
- 7日 - 本日はダイアンなり! → 本日はダイアンなり!シーズン2（朝日放送テレビ）※曜日移動・時間拡大[460]
- 8日 - 電脳ワールドワイ動ショー → 楽しく学ぶ!世界動画ニュース（テレビ朝日）
- 15日 - 超人女子戦士 ガリベンガーV → 謎解き戦士!ガリベンガーV （テレビ朝日）※放送枠移動[121]

### 放送枠変更（バラエティ番組）

#### 4月移動番組（バラエティ）
- 2日
  - 所さんお届けモノです!（毎日放送）※土曜7:30（曜日移動、2分縮小）[97]
  - King & Princeる。（日本テレビ）※土曜13:30（曜日移動、30分拡大）[461]
  - 電脳ワールドワイ動ショー（テレビ朝日）※土曜21:55 - 22:54（30分拡大）[462]
- 3日
  - 春菜ザキさんのタダの通販じゃねーよ!（テレビ朝日）※金曜（木曜深夜）→日曜10:30（曜日移動、深夜枠から昇格）
  - 坂上&指原のつぶれない店（TBS）※日曜20時台（1時間繰り下げ）
  - くりぃむナンタラ（テレビ朝日）※日曜21:55 - 22:54（30分拡大）[462]
  - あざとくて何が悪いの?（テレビ朝日）※日曜23:55（曜日移動）[449]
- 4日
  - 天才てれびくんhello,（NHK Eテレ）※月〜木曜17:35（45分繰り上げ）[1][27]
  - ひろがれ!いろとりどり（NHK Eテレ）※月曜19:00（25分繰り上げ）[1][27]
  - 沼にハマってきいてみた（NHK Eテレ）※月・火曜19:30（曜日移動、45分繰り下げ）[1][27]
  - 鶴瓶の家族に乾杯（NHK総合）※月曜19:57 - 20:42（27分短縮）[1][27]
  - しゃべくり007（日本テレビ）※月曜21時台（1時間繰り上げ）[317]
  - 月曜から夜ふかし（日本テレビ）※月曜22時台（2時間繰り上げ）[317][330][注 69]
  - 突然ですが占ってもいいですか?（フジテレビ）※月曜23:00（曜日移動、14分短縮）[注 70][463][79]
  - 激レアさんを連れてきた（テレビ朝日）※月曜23:15 - 23:45（30分短縮）[450]
- 5日
  - 踊る!さんま御殿!!（日本テレビ）※火曜20:00 - 21:00（時間調整）
  - モヤモヤさまぁ〜ず2（テレビ東京）※火曜23:06 - 23:55（曜日移動[注 71]、24分拡大）[277][272]
  - ロンドンハーツ（テレビ朝日）※火曜23:15 - 23:45（30分短縮）[450]
  - 有吉クイズ（テレビ朝日）※火曜23:45 - 水曜0:15（火曜未明→火曜へ事実上の曜日移動、全国ネット化）[450]
- 6日
  - カラシコンボ（5日深夜、熊本朝日放送）※水曜（火曜深夜）0:15（曜日移動）
  - 遊戯配信 e-Strangers（TOKYO MX）※水曜21:25（曜日移動）[464]
  - かまいガチ（テレビ朝日）※水曜23:15 - 23:45（曜日移動、全国ネット化）[450]
  - NEWニューヨーク（テレビ朝日）※水曜23:45 - 木曜0:15（曜日移動、全国ネット化）[465]
- 7日
  - わらたまドッカ〜ン（NHK Eテレ）※木曜19:45（曜日移動）[1][27]
  - ぐるぐるナインティナイン（日本テレビ）※木曜20:00 - 21:00（時間調整）
- 8日
  - テレビ千鳥（7日深夜、テレビ朝日）※日曜22:25→金曜（木曜深夜）0:15-0:45（曜日移動、一部地域時差ネット）[449]
  - ビットワールド（NHK Eテレ）※金曜17:35 - 18:00（45分繰り上げ）[1][27]
  - バリバラ〜障害者情報バラエティー〜（NHK Eテレ）※金曜22:30 - 23:00（曜日移動）[1][27]
- 9日
  - ガチャムク（BSフジ・BSフジ 4K）※土曜6:30 - 7:00（曜日移動）
  - 所さんの世田谷ベース（BSフジ・BSフジ 4K）※土曜23:00（30分繰り上げ）
- 10日
  - 恋愛マルシェ（9日深夜、BSフジ・BSフジ 4K）※日曜0:00（22時間30分繰り上げ、土曜深夜へ移動[注 72]）
  - 超無敵クラス（日本テレビ）※火曜23:59→日曜12:45 - 14:00（曜日移動、枠拡大、ローカル降格）[注 69]
  - 週刊さんまとマツコ（TBS）※日曜13:30 - 13:57（5時間繰り上げ、3分短縮、一部地域時差ネット）[253][254][466]
  - バナナマンのせっかくグルメ!!（TBS）※日曜18:30 - 20:00（90分繰り上げ、36分拡大）[253][254]
  - サンド道楽（BSフジ・BSフジ 4K）※日曜22:30 - 23:00（30分繰り上げ）
  - 東京03 in UNDERDOGS 〜今日は負けたけど、明日は絶対勝つ〜（BSフジ・BSフジ 4K）※日曜23:00 - 23:30（1時間繰り上げ、月曜未明→日曜へ昇格）
- 13日 - 1億人の大質問!?笑ってコラえて!（日本テレビ）※水曜20:00 - 21:00（時間調整）
- 29日 - 今夜も生でさだまさし（NHK総合）※月1回土曜→金曜23:45（土曜未明1時台まで。回により編成の都合上、土曜0時台開始の場合あり）

#### 7 - 9月移動番組（バラエティ）
- 7月11日 - 日本シン人種図鑑（10日深夜、テレビ東京）※金曜（木曜深夜）→月曜（日曜深夜）2:35（曜日移動）
- 8月7日 - パネルクイズ アタック25 NEXT（BS Japanext）※日曜13:30（30分繰り下げ）[467]
- 9月27日 - 有吉クイズ（テレビ朝日）※火曜深夜（枠脱退）→20時台（予定）※ゴールデン進出[468]

#### 10月移動番組（バラエティ）
- 1日
  - 痛快!明石家電視台（毎日放送）※月曜深夜23:58 - 翌0:53→土曜15:00 - 16:00[469]
  - ごぶごぶ（毎日放送）※火曜深夜23:56 - 翌0:53→土曜14:00 - 15:00[469]
- 3日
  - キョコロヒー（テレビ朝日）※木曜（水曜深夜）0:15 - 0:45→月曜23:45 - 翌0:15（配置転換）[470]
  - クイズ!脳ベルSHOW（BSフジ・BSフジ 4K）※月〜金→月曜22:00（週1回に復帰）
- 11日 - 証言者バラエティ アンタウォッチマン!（テレビ朝日）※月曜→火曜23:45 - 水曜0:15（配置転換）[471]
- 16日 - 家、ついて行ってイイですか?（テレビ東京）※水曜21:00→日曜20:00 - 21:00（6分拡大）[207][472]

## 音楽番組

### 終了番組（音楽番組）
- 3月19日 - シブヤノオト（NHK総合）[1][39][473]
- 4月23日（22日深夜） - 音流〜ONRYU〜（テレビ東京）[474]
- 9月30日 - MUSIC BLOOD（日本テレビ）[201]

### 開始番組（音楽番組）
- 2月3日（2日深夜）- 音楽爆弾（テレビ大阪）[475]
- 3月28日 - KURUNE -next music live-（BSJapanext）[注 46]
- 3月31日 - 今井了介のおとめし（BSJapanext）[注 2]
- 4月9日
  - キヨヅカライザー 〜音楽考察バラエティ〜（8日深夜、テレビ朝日）[注 42][313]
  - Venue101（NHK総合）[25][27][28][473]
  - MUSIC LIST -OSTって何?-（BSフジ・BSフジ 4K）※レギュラー化[476]
- 4月28日 - The Covers（NHK総合）※放送局追加、年4回不定期[25][27][477]
- 4月30日（29日深夜） - 超音波（テレビ東京）[478]
- 5月7日 - 新宿音響ラボ（BSよしもと）※月1回[479]
- 10月5日 - 昭和歌謡パレード（BSフジ・BSフジ 4K）※レギュラー化[480][481][注 73]
- 10月8日 - 霜降り明星のゴールデン☆80'S（BSフジ・BSフジ 4K）[482]
- 10月14日 - 歌のサンセット（テレビ東京）※隔週

### 期間限定番組（音楽番組）
- 1月9日 - 9月25日、うたつむぎ（フジテレビ）
- 2月3日 - 7月7日（2月2日 - 7月6日深夜、19回） - Da-iCE music Lab（日本テレビ）[483]
- 2月11日・18日・25日・3月11日（4回） - 星野源のおんがくこうろん（NHK Eテレ）[484]
- 3月7日〜28日（6日〜27日深夜、4回） - Midnights（BSテレ東・BSテレ東 4K）[485]
- 4月6日（5日深夜） - 、ミュージックブレイク〜拡散希望 OCHA NORMA〜（テレビ東京）[486]
- 5月2日 - 2023年3月31日 - tvk開局50周年 音楽のカタチ（テレビ神奈川）[487]
- 7月6日 - 8月3日（全5回） - VAZZROCK LIVE 2020 TV特別編集版（TOKYO MX1・BS日テレ・BS日テレ 4K）[419]
- 8月1日 - 8月31日 - 開局50周年LIVE スペシャルナビ（テレビ神奈川）[488]

### 再開番組（音楽番組）
- 1月21日 - 3月11日（1月20日〜3月10日深夜、全8回）、FUN!FUN!FANTASTICS SEASON2（日本テレビ）[489]
- 12月3日 - 24日（全4回） - 星野源のおんがくこうろん（NHK Eテレ）※シーズン2 →期間限定番組も参照[490]

### タイトル変更（音楽番組）
- 10月8日（7日深夜） - キヨヅカライザー 〜音楽考察バラエティ〜 → 音チク コンサート（テレビ朝日）[注 42][285]

### 放送枠変更（音楽番組）
- 2月21日 - Love music（20日深夜、フジテレビ）※月曜（日曜深夜）0:30 - 1:25（30分繰り上げ、従来枠に復帰）
- 4月5日 - ハマスカ放送部（4日深夜、テレビ朝日）※金曜（木曜深夜）→火曜（月曜深夜）0:15-0:45（曜日移動、一部地域ネット拡大）[465]
- 4月7日 - クラシックTV（NHK Eテレ）※木曜21:00 - 21:30（1時間繰り上げ）[1][27]
- 4月13日 - lol-planets（テレビ神奈川）※水曜23:00 - 23:15[491]
- 4月20日 - ごちそんぐDJ（NHK Eテレ）[1][27]
- 10月3日 - CDTVライブ!ライブ!（TBS）※月曜20:00 - 21:00（1時間繰り上げ）[282]

## 映画番組

### 開始番組（映画番組）
- 3月28日 - よる8銀座シネマ（BS松竹東急）
- 7月17日（16日深夜） - アルコ&ピースのメガホン二郎（テレビ東京）[492]

### 放送枠変更（映画番組）
- 10月16日（15日深夜）- サタ☆シネ（テレビ東京）※日曜（土曜深夜）1:45 - 4:35（30分繰り上げ、5分拡大）

## 単発特別番組枠・その他

### 廃枠・終了（単発・その他）
- 3月20日 - 日曜グランプリ（TBS）[253][254]
- 3月26日 - ストーリーズ（NHK総合）[27]
- 3月27日 - 日バラ8（フジテレビ）[338]
- 3月31日 - ネオバラエティ（テレビ朝日）※月 - 水曜新枠設置に伴う統廃合[450]
- 4月1日 - ネオバラ2（3月31日深夜、テレビ朝日）※月 - 水曜新枠設置に伴う統廃合[450]
- 4月1日 - パペットバラエティシリーズ（NHKEテレ）

### 新設・開始（単発・その他）
- 1月7日 - Zテレビ（6日深夜、テレビ東京）
- 3月28日
  - 地域創生!旅番組（BSJapanext）
  - Life FUN!（BSJapanext）
  - Connects LOVE!（BSJapanext）[493]

#### 4月新設枠（単発・その他）
- 4日
  - 若年層ターゲットゾーン（NHK総合）[25][27]
  - スーパーバラバラ大作戦（テレビ朝日）[450]
  - 国際放送番組セレクション（NHK BS1）[25][27][28]
- 7日 - BUZZOOKAリアル（6日深夜、テレビ大阪）
- 8日 - ウィークエンドセレクション（NHK総合）
- 12日 - 月曜PLUS!（11日深夜、フジテレビ）[409]
- 14日 - モクバラナイト（TBS）
- 18日 - 月バラナイト（TBS）[494]
- 24日 - アーバン&NEW スポーツ応援ゾーン（NHK BS1）[25][27][28][233]

#### 10月新設枠（単発・その他）
- 1日 - 土曜RISE!（フジテレビ）[362][423]
- 12日 - 火曜ACTION!（11日深夜、フジテレビ）[362][423]
- 13日 - 水曜RIZE!（12日深夜、フジテレビ）[362][423]
- 18日 - ドラスティックマンデー（17日深夜、テレビ東京）[207][495]
- 23日 - サンデーチャンス（BSテレ東・BSテレ東 4K）[72]

### 期間限定番組（単発・その他）
- 4月19日 - 9月20日、火曜プライム（テレビ朝日・朝日放送テレビ）※ドラマ枠新設に伴い廃枠[496]

### 再開番組（単発・その他）
- 4月2日 - スペシャルサタデー（テレビ朝日）

### タイトル変更（単発・その他）
- 4月10日 - たっぷり関東NHK → 首都圏いちオシ!（NHK放送センター / NHK総合（関東1都6県））[27][497]
- 9月28日（27日深夜） - 水曜NEXT! → 火曜NEXT!（フジテレビ）※枠移動[362][423]
- 10月8日（7日深夜） - ネクプラ → フルスイング（日本テレビ）[201]

### 拡大・縮小・移設（単発・その他）
4月
- 2日
  - 土曜ワイド（フジテレビ）※土曜13:30 - 15:30（5分繰り下げ）
  - 土曜パラダイス（日本テレビ）※土曜15:00 - 16:55（枠縮小）
- 3日
  - スペシャルサンデー（テレビ朝日）※日曜11:00 - 11:45（枠縮小）
  - サンバリュ（日本テレビ）※日曜14:00 - 15:00（75分繰り下げ）
- 5日 - ミッドナイトチャンネル（NHK総合）※複数枠[注 74][27]
- 9日
  - レギュラー番組への道（NHK BSプレミアム→NHK総合）※放送波移籍[25][27][28]
  - 土曜イベントアワー（テレビ東京）※土曜12:00 - 14:23（枠縮小）

10月
- 1日 - 土曜ワイド（フジテレビ）※土曜14:30 - 15:30（60分繰り下げ）
- 9日 - 日曜ビッグバラエティ（テレビ東京）※日曜18:30 - 20:00（枠縮小[注 75]）